# 生女真
生女真是指没有编入辽帝国户籍的女真人，与熟女真相对应，《金史》记载：“其南者籍契丹，号熟女真；其在北者不在契丹籍，号生女真。生女真地有混同江、长白山，混同江亦号黑龙江，所谓‘白山黑水’是也”。出自生女真的完颜部祖居曷懒甸，位于今天朝鲜咸镜南道咸兴市一带。

## 部落分布
- 蒲卢毛朵部，即渤海国时期南海府故地（今朝鲜咸镜南道地区）
- 长白山三十部，今狼林山以东, 朝鲜两江道及咸镜南、北道的山地一带。被高丽称之为东北女真、东女真或东蕃。
- 散居在朝鲜半岛西北部鸭绿江东西两岸（今朝鲜平安北道、慈江道）。
- 五国部，五个部落集团。

## 完颜部
建立金朝政权的是生女真长白山三十部中的完颜部，后经过曷懒甸之战，高丽对金朝称臣。